# 第9回全国高等学校バスケットボール選抜優勝大会
第9回全国高等学校バスケットボール選抜優勝大会（だい9かい ぜんこくこうとうがっこうバスケットボールせんばつゆうしょうたいかい）は、1979年3月22日から25日まで代々木体育館別館で開催された全国高等学校バスケットボール選抜優勝大会。

## 出場校
| ブロック | 都道府県 | 男子             | 男子         | 都道府県 | 女子             | 女子         |
| ブロック | 都道府県 | 出場校           | 出場回数     | 都道府県 | 出場校           | 出場回数     |
| -------- | -------- | ---------------- | ------------ | -------- | ---------------- | ------------ |
| 北海道   | 北海道   | 東海大学第四     | 4年連続5回目 | 北海道   | 札幌香蘭女子学園 | 2年ぶり4回目 |
| 東北1    | 秋田県   | 能代工業         | 9年連続9回目 | 秋田県   | 能代北           | 初出場       |
| 東北2    | 青森県   | 弘前実業         | 2年ぶり2回目 | 秋田県   | 大曲             | 5年連続8回目 |
| 関東1    | 茨城県   | 土浦日本大学     | 5年連続7回目 | 千葉県   | 昭和学院         | 2年ぶり5回目 |
| 関東2    | 神奈川県 | 相模工業大学附属 | 5年連続7回目 | 茨城県   | 日立女子         | 3年連続6回目 |
| 関東3    | 千葉県   | 市立銚子         | 初出場       | 神奈川県 | 百合丘           | 初出場       |
| 東京都1  | 東京都   | 関東             | 初出場       | 東京都   | 東亜学園         | 初出場       |
| 東京都2  | 東京都   | 安田学園         | 4年ぶり2回目 | 東京都   | 東京成徳         | 8年連続8回目 |
| 北陸     | 石川県   | 石川県立工業     | 2年連続6回目 | 石川県   | 金城             | 2年連続4回目 |
| 信越1    | 新潟県   | 新潟商業         | 2年連続2回目 | 長野県   | 松本蟻ヶ崎       | 2年連続4回目 |
| 信越2    | 新潟県   | 新潟南           | 2年連続3回目 | 新潟県   | 新潟中央         | 初出場       |
| 東海1    | 岐阜県   | 岐阜農林         | 2年連続6回目 | 愛知県   | 市邨学園         | 2年連続4回目 |
| 東海2    | 愛知県   | 名古屋電気       | 4年連続4回目 | 愛知県   | 星城             | 2年連続2回目 |
| 東海3    | 静岡県   | 静岡東           | 初出場       | 静岡県   | 浜松市立         | 4年連続5回目 |
| 近畿1    | 兵庫県   | 育英             | 初出場       | 兵庫県   | 甲子園学院       | 4年ぶり2回目 |
| 近畿2    | 京都府   | 洛南             | 5年連続5回目 | 大阪府   | 樟蔭東           | 6年連続6回目 |
| 近畿3    | 大阪府   | 初芝             | 2年連続5回目 | 滋賀県   | 長浜商工         | 7年ぶり2回目 |
| 中国1    | 島根県   | 松江工業         | 4年連続4回目 | 島根県   | 松江商業         | 初出場       |
| 中国2    | 鳥取県   | 米子             | 初出場       | 山口県   | 長府             | 4年ぶり2回目 |
| 四国     | 徳島県   | 海南             | 3年ぶり4回目 | 愛媛県   | 済美             | 初出場       |
| 九州1    | 福岡県   | 福岡大学附属大濠 | 6年連続6回目 | 熊本県   | 熊本女子         | 初出場       |
| 九州2    | 沖縄県   | 興南             | 初出場       | 福岡県   | 美萩野女子       | 2年ぶり2回目 |
| 九州3    | 長崎県   | 市立長崎商業     | 2年連続3回目 | 長崎県   | 鶴鳴女子         | 5年連続8回目 |
| 推薦     | 東京都   | 京北             | 9年連続9回目 | 宮崎県   | 小林             | 2年連続3回目 |

## 試合結果

### 男子
1回戦
- 静岡東 94 - 77 市立長崎商業
- 弘前実業 97 - 82 東海大学第四
- 新潟商業 67 - 48 安田学園
- 興南 83 - 59 米子

- 新潟南 92 - 58 市立銚子
- 名古屋電気 69 - 59 関東
- 石川県立工業 71 - 67 洛南
- 相模工業大学附属 109 - 75 初芝

2回戦
- 京北 79 - 59 静岡東
- 弘前実業 85 - 59 育英
- 岐阜農林 67 - 63 新潟商業
- 土浦日本大学 95 - 68 興南

- 能代工業 102 - 54 新潟南
- 石川県立工業 88 - 64 海南
- 松江工業 72 - 61 名古屋電気
- 福岡大学附属大濠 95 - 72 相模工業大学附属

準々決勝
- 弘前実業 99 - 64 京北
- 岐阜農林 50 - 49 土浦日本大学
- 能代工業 84 - 65 石川県立工業
- 福岡大学附属大濠 92 - 75 松江工業

準決勝
- 弘前実業 84 - 72 岐阜農林
- 能代工業 92 - 75 福岡大学附属大濠

3位決定戦
- 福岡大学附属大濠 109 - 83 岐阜農林

決勝
- 能代工業 115 - 70 弘前実業

### 女子
1回戦
- 美萩野女子 113 - 52 長府
- 百合丘 64 - 53 樟蔭東
- 東京成徳 60 - 57 鶴鳴女子
- 日立女子 74 - 48 長浜商工

- 浜松市立 61 - 59 新潟中央
- 熊本女子 69 - 56 金城
- 星城 85 - 74 済美
- 大曲 68 - 42 松江商業

2回戦
- 東亜学園 81 - 68 美萩野女子
- 札幌香蘭女子学園 90 - 63 浜松市立
- 熊本女子 74 - 58 市邨学園
- 能代北 48 - 47 百合丘

- 甲子園学院 76 - 70 東京成徳
- 昭和学院 82 - 72 大曲
- 松本蟻ヶ崎 85 - 48 星城
- 小林 89 - 63 日立女子

準々決勝
- 東亜学園 69 - 54 札幌香蘭女子学園
- 熊本女子 66 - 65 能代北
- 昭和学院 66 - 53 甲子園学院
- 小林 81 - 57 松本蟻ヶ崎

準決勝
- 東亜学園 84 - 47 熊本女子
- 昭和学院 67 - 49 小林

3位決定戦
- 小林 79 - 59 熊本女子

決勝
- 昭和学院 72 - 71 東亜学園

## 大会ベスト5
男子
- 斉藤慎一 (能代工業№・2年)
- 本間大輔 (能代工業№・2年)
- 一方井泰彦 (能代工業№・2年)
- 棟方公輝 (弘前実業№・2年)
- 大高英弘 (福岡大学附属大濠№・年)

女子
- 松田麻由美 (昭和学院№・2年)
- 横川静香 (昭和学院№・2年)
- 高谷やす子 (昭和学院№・2年)
- 小西まり (東亜学園№・年)
- 竹山とよ子 (小林№4・2年)※8回大会に続き2年連続2回目